# C14H19FN2
化学式C14H19FN2（摩尔质量：234.32 g/mol）可以指：
- 5-F-DET，CAS号：46805-07-6
- 6-F-DET，CAS号：2836-69-3

|  | 这个同类索引页列出了具有相同分子式的化学物（即同分異構體）条目。 除非您是有意链接至本页，否则应将相应条目的内部链接指向正确的条目。 |